# Perkebunan Dolok
Perkebunan Dolok is een bestuurslaag in het regentschap Batu Bara van de provincie Noord-Sumatra, Indonesië. Perkebunan Dolok telt 819 inwoners (volkstelling 2010).